# Jardin Tino-Rossi
Der Jardin Tino Rossi ist eine Grünanlage im 5. Arrondissement von Paris.

## Lage und Namensursprung
Die Anlage ist nach Constantin „Tino“ Rossi (1907–1983) benannt und liegt entlang dem Quai Saint-Bernard am Seineufer zwischen den Brücken Pont d’Austerlitz und Pont de Sully. 

## Geschichte
Die Gartenanlage wurde 1970 geplant, nach dem das Projekt, hier am Ufer eine Schnellstraße anzulegen, aufgegeben wurde. Der Architekt Daniel Badani wurde mit der Gestaltung beauftragt. Die Eröffnung fand 1980 statt. Als 1989 die Batobus gegründet wurden, wurde auch hier eine Station eingerichtet.

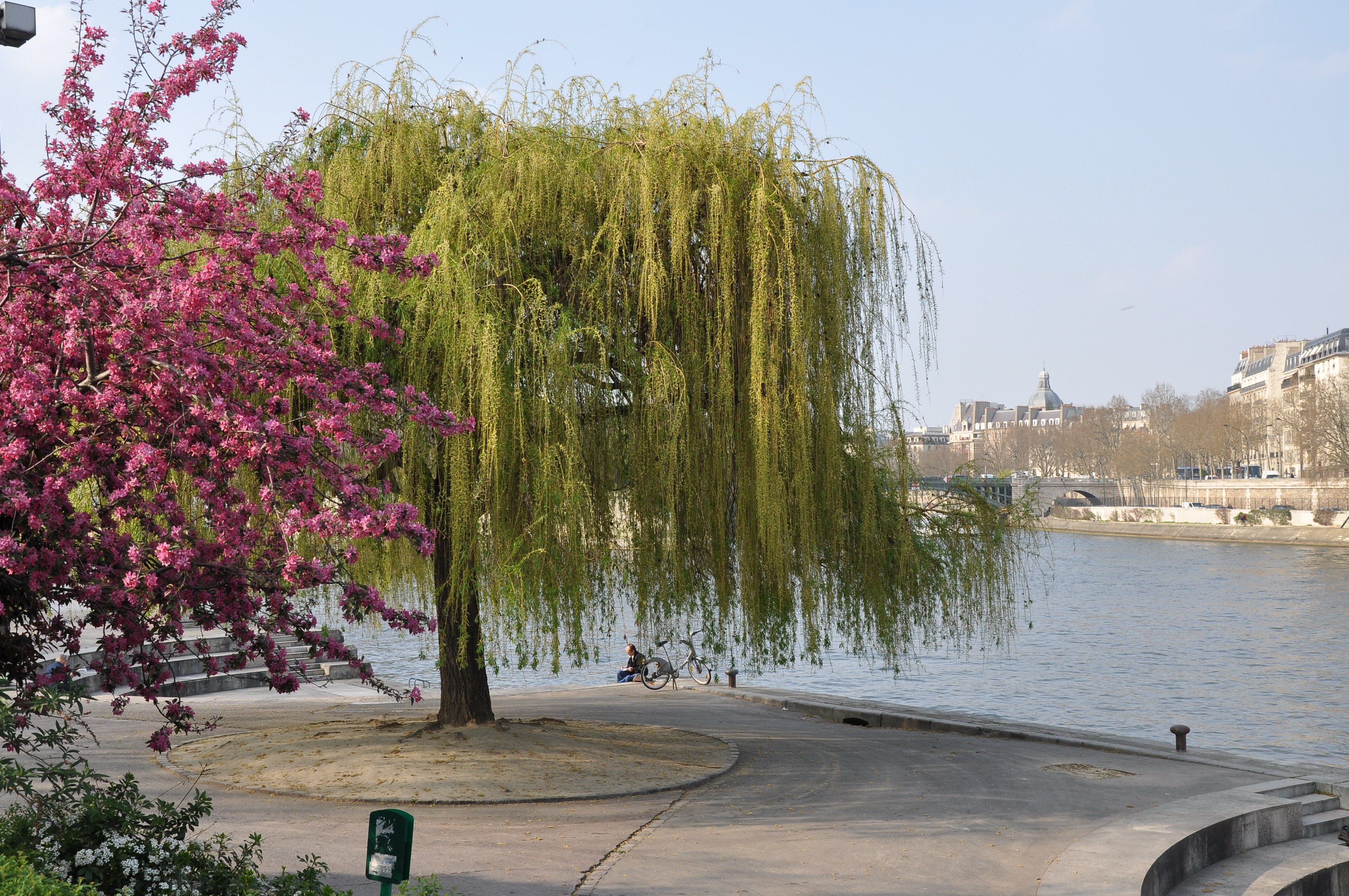
Seineufer beim Jardin Tino Rossi
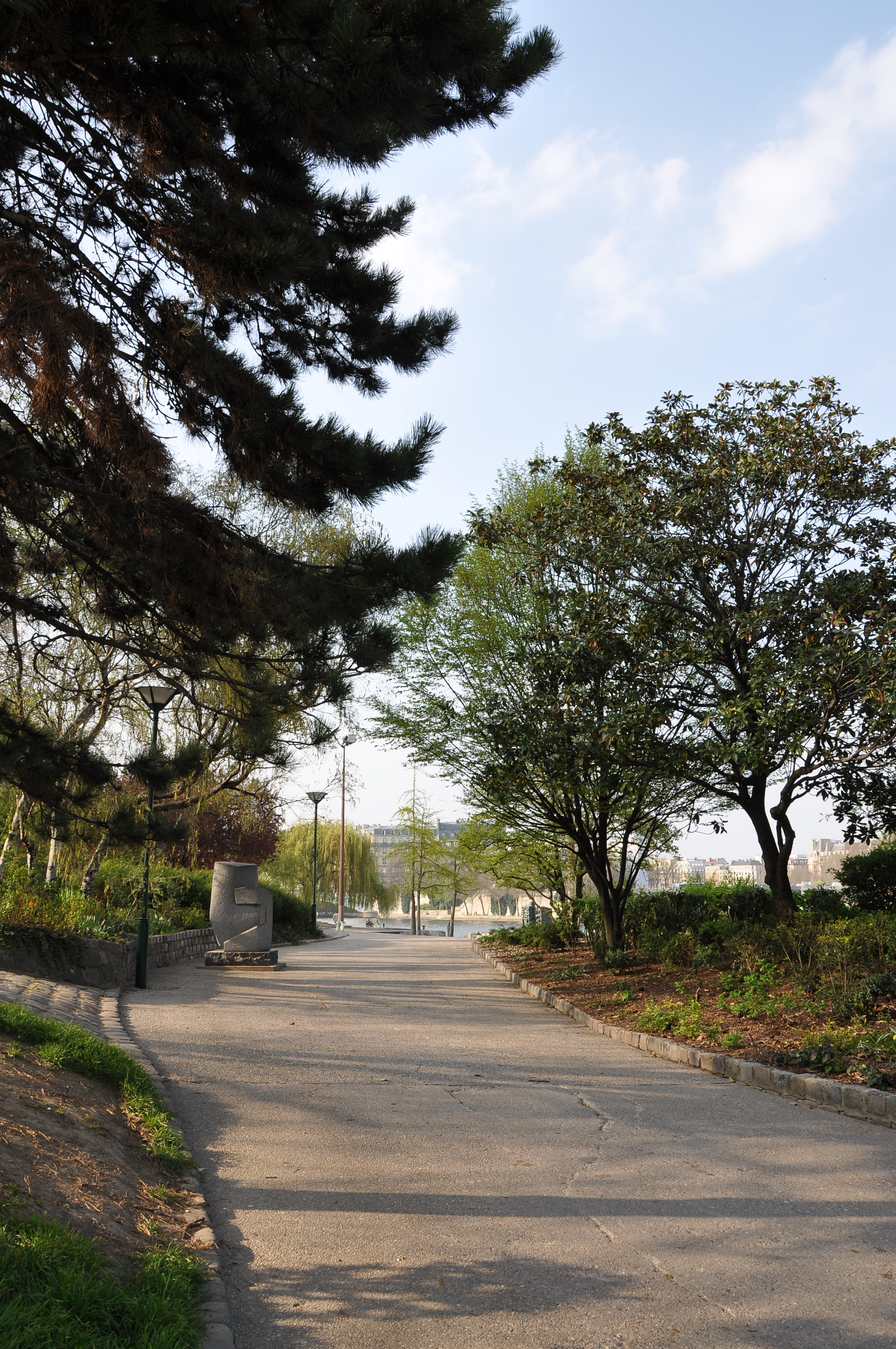
Fußgänger- und Radweg in der Anlage
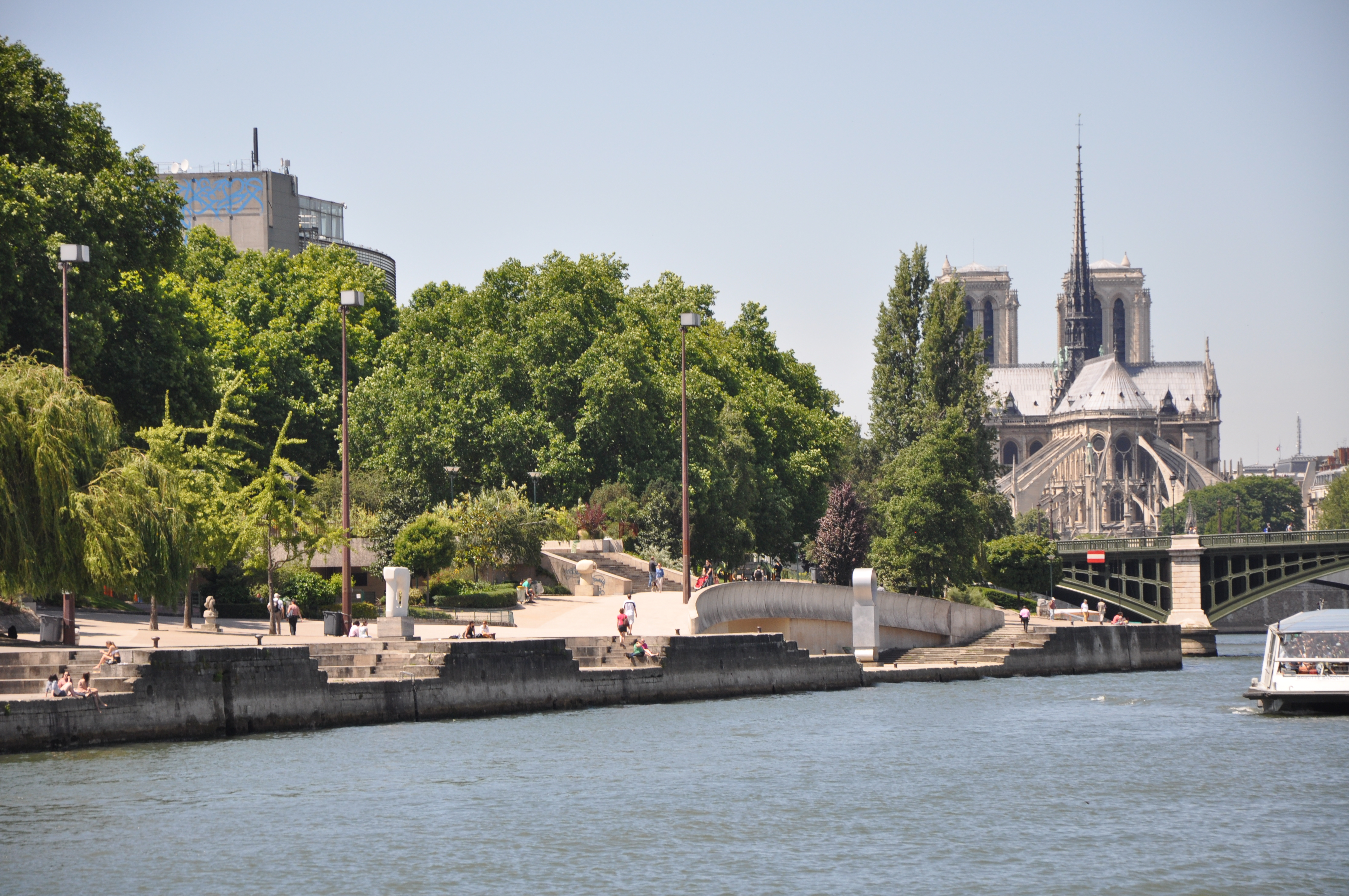
Der Garten an der Seine mit Notre Dame (vor 2019!)

## Besonderheiten
Da in dem Park ein Skulpturengarten eingerichtet ist, steht er in dem Verzeichnis der Musées de la ville de Paris. In dem Park finden außerdem musikalische und kulturelle Veranstaltungen statt. 